# Antonio Tajani
Antonio Tajani (n. 4 august 1953, Roma, Italia) este un politician italian, membru al partidului politic Forza Italia, membru al Parlamentului European în perioada 1999-2008 din partea Italiei, comisar european în perioada 2008-2014 (comisia Barroso), vice-președinte al Parlamentului European în perioada 2014-2016,  președinte al Parlamentului European în perioada 2017-2019. În 2022 a devenit ministru de externe în guvernul Meloni.